# 九龍巴士290線 (第一代)
九龍巴士290線是香港的一條已停駛的將軍澳區巴士路線，途經彩雲邨、四順、秀茂坪、寶琳路（馬游塘）及靈實醫院。

## 歷史
- 1989年6月20日：290線投入服務，來往彩虹（臨時巴士總站）及調景嶺。
- 1992年4月26日：「彩虹」總站遷往彩虹邨碧海樓對面的原有總站，以配合大老山隧道工程完竣。
- 1996年8月28日：改為循環線運作，調景嶺為循環點。
- 1996年10月13日：由於所有調景嶺平房區居民差不多完全搬遷，此路線取消服務。

## 途經街道
- 彩虹迴旋處、斧山道天橋、斧山道、龍翔道、清水灣道、新清水灣道、順清街、順利邨道、秀茂坪道、寶琳路、寶琳南路、寶琳路、秀茂坪道、順利邨道、新清水灣道、清水灣道、龍翔道、斧山道及彩虹邨通道。[1]

## 用車
全線採用豐田Coaster HB30型24座巴士（AT）。用以行走路面狹窄的寶琳南路、方便於調景嶺總站掉頭、以及方便與同樣行走調景嶺至彩虹的巴士路線90作車輛調配，情況類同第二代290線。

## 軼事
此線當時與巴士路線90大致上相同。包括這兩線於寶琳南路不設分站，乘客如欲上落時，上車時可在任何一個合適的地方截停車輛便可登車，而下車時只需按下車鐘，車長亦會在合適的地方停下來讓乘客下車，這項安排在以前的郊區巴士路線很常見，現時已不復見。
不同之處是290線不經安達臣道，但也有其優勢。由於當時安達臣道路面崎嶇不平，行駛該路的巴士路線90亦會因惡劣天氣影響，而需要即時暫停服務。因此290線能夠提供一個穩定服務來往調景嶺至彩虹。
此外，當時調景嶺巴士總站的英文名字為「Rennie's Mill」。以及初時行走該線巴士車頂上的路線布牌顯示目的地為「Rennie's Mill 調景嶺 290」。直至更改了路線布牌後，才改成為調景嶺的英文譯名「Tiu Keng Leng」。
第二代290線為將軍澳至荃灣巴士線，與第一代的290線不同之處的是，除了調景嶺總站位置不同及將軍澳區定線不同外（第一代取道寶琳南路，而第二代則取道接近整個將軍澳區），由寶琳路至彩虹一段路線幾乎完全相同，但於秀茂坪及四順不設車站，可謂一個特別的紀錄。